# Лачский заказник
Ла́чский зака́зник — государственный природный биологический заказник регионального значения в Каргопольском районе Архангельской области.

## История
Лачский заказник был образован в 1971 году решением исполнительного комитета Архангельского областного Совета народных депутатов, как биологический видовой заказник на территории Каргопольского района. Первоначально заказник имел площадь 20 тыс. га и занимал всю южную акваторию озера Лача. В 1993 году площадь заказника была уменьшена более чем вдвое — до 8,8 тыс. га.

## Расположение
Лачский заказник находится к северу и востоку от деревни Песок Ухотского сельского поселения, занимая юго-западную часть акватории озера Лача и прибрежную территорию Ухотского участкового лесничества Каргопольского лесничества (лесхоза).
Точное описание границ заказника:
- северная — от деревни Патровской по реке Тихманьге до озера Лача и далее по озеру Лача на устье реки Свидь;
- южная — от устья реки Свидь по берегу озера Лача до устья реки Ухты, вверх по реке Ухте до автомобильной дороги Архангельск—Каргополь—Вытегра;
- западная — по автомобильной дороге Архангельск—Каргополь—Вытегра до деревни Патровской;

## Описание
Главные цели заказника — сохранение воспроизводства и восстановления численности водоплавающей дичи, среды их обитания и поддержания общего экологического баланса, проведение научно-исследовательских работ и мероприятий по сохранению животного мира заказника, сохранение общего экологического баланса заказника. На охраняемых землях запрещена вырубка леса, любые промышленные работы, охота, загрязнение территории и проезд на механизированном транспорте. Также нарушением режима заказника является лов рыбы сетями в озёрах и реках заказника. На территории заказника запрещён неорганизованный водный и пеший туризм.
Растительность заказника относится к зоне средней тайги, представленной в основном сосновыми лесами — 53,6 %, берёзовыми насаждениями — 34,6 %, осиновыми — 1,7 %, ольховыми — 9,3 %, ивовыми — 0,8 %. Возрастная структура: спелые и перестойные насаждения — 18,5 %, средневозрастные — 56,0 %, приспевающие — 25,5 %. В целом, земли лесного фонда занимают 2200 га.
В 2008 году в заказнике удалось выявить 374 вида сосудистых растений, 38 видов моховидных и 49 лишайников, что свидетельствует о значительной роли заказника как резерва для сохранения биоразнообразия. Обнаружены 12 видов, занесенных в Красную книгу Архангельской области, в том числе один вид, лобария легочная, включенный в Красную книгу Российской Федерации.
На территории заказника охраняются: лебедь-кликун, гусь-гуменник, лысуха, кряква, гоголь, свиязь, чирки, ондатра.

## Ссылки

Лачский заказник
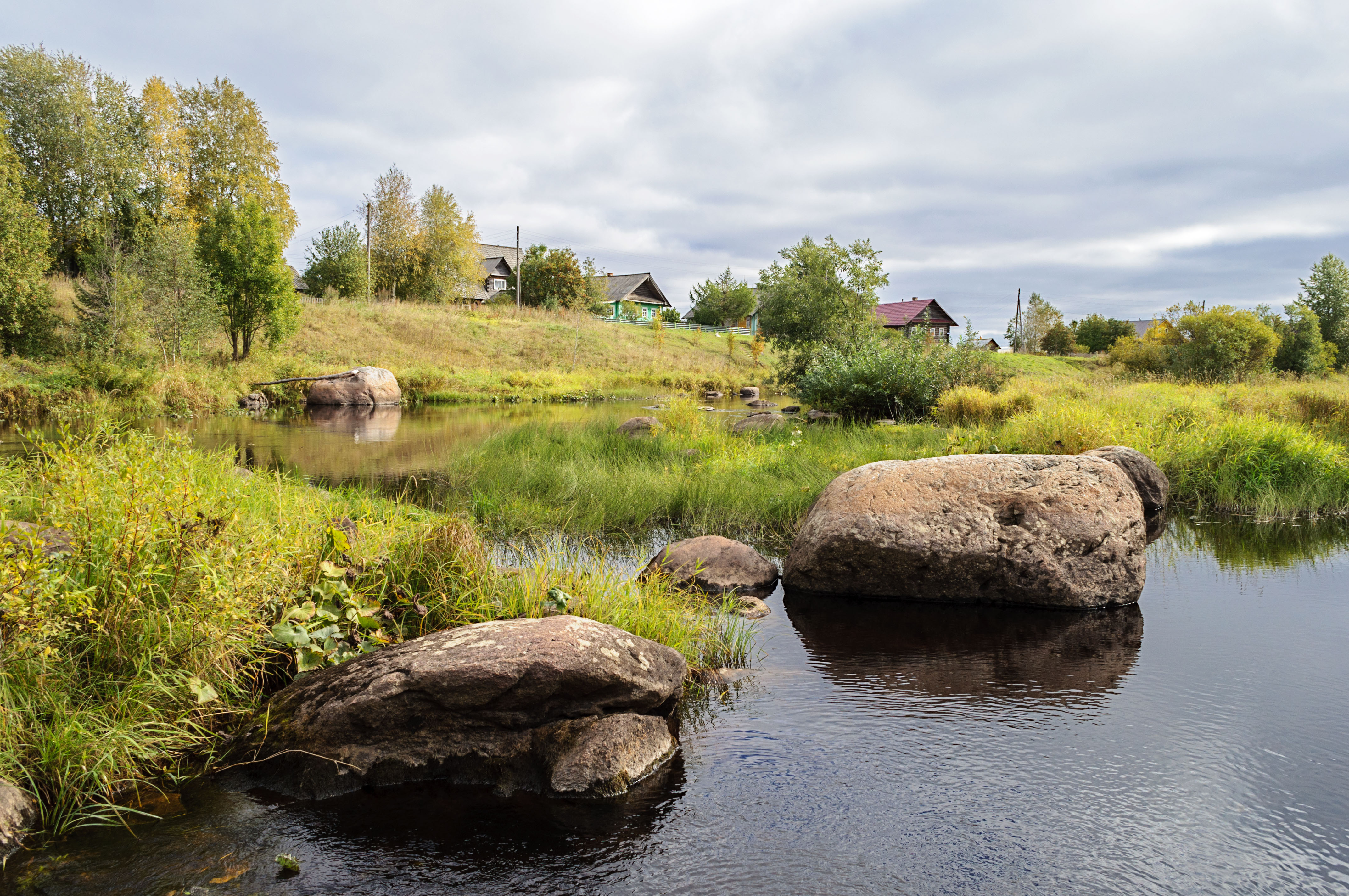
Валуны на реке Тихманьга
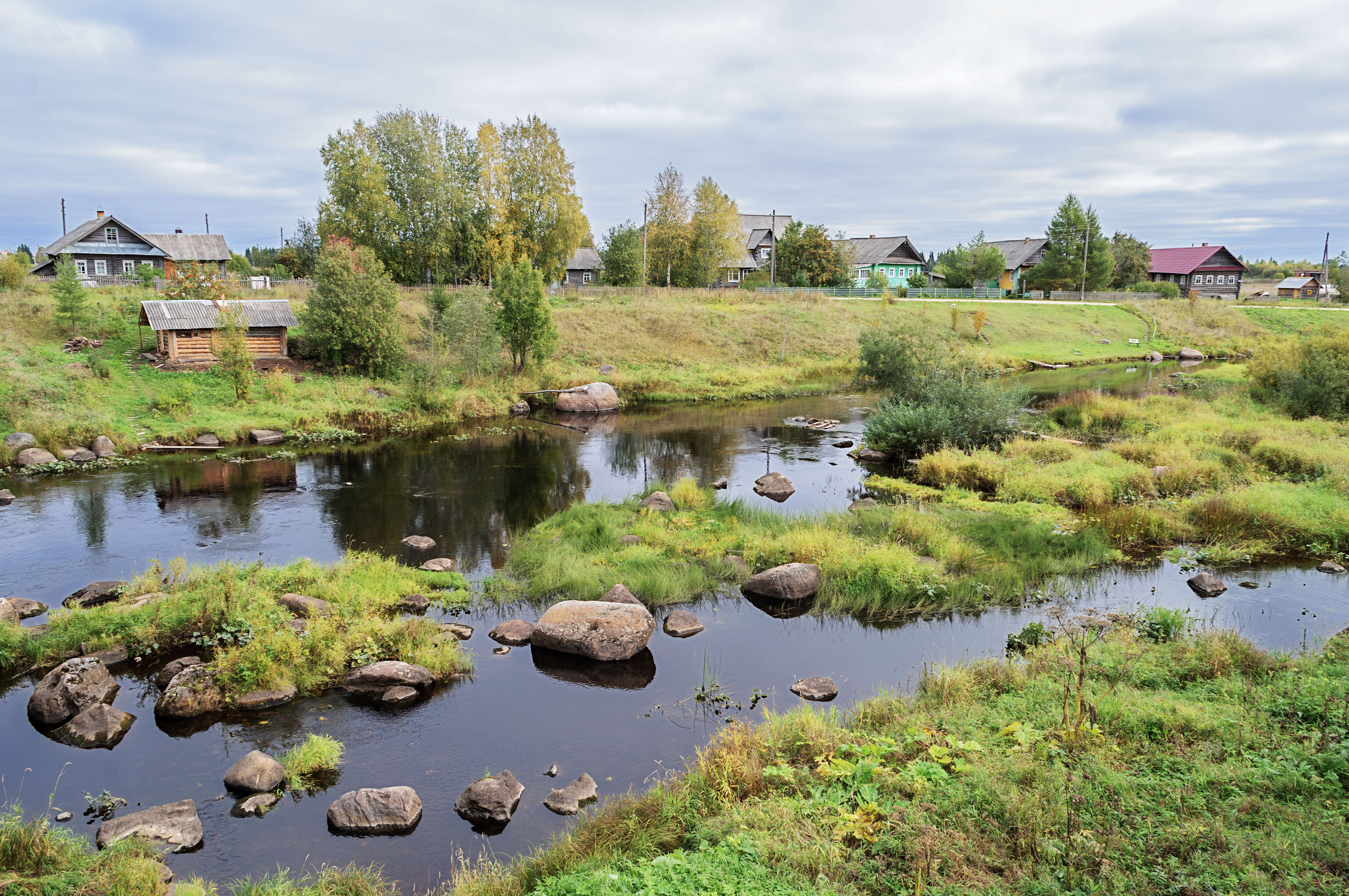
Река Тихманьга и деревня Патровская
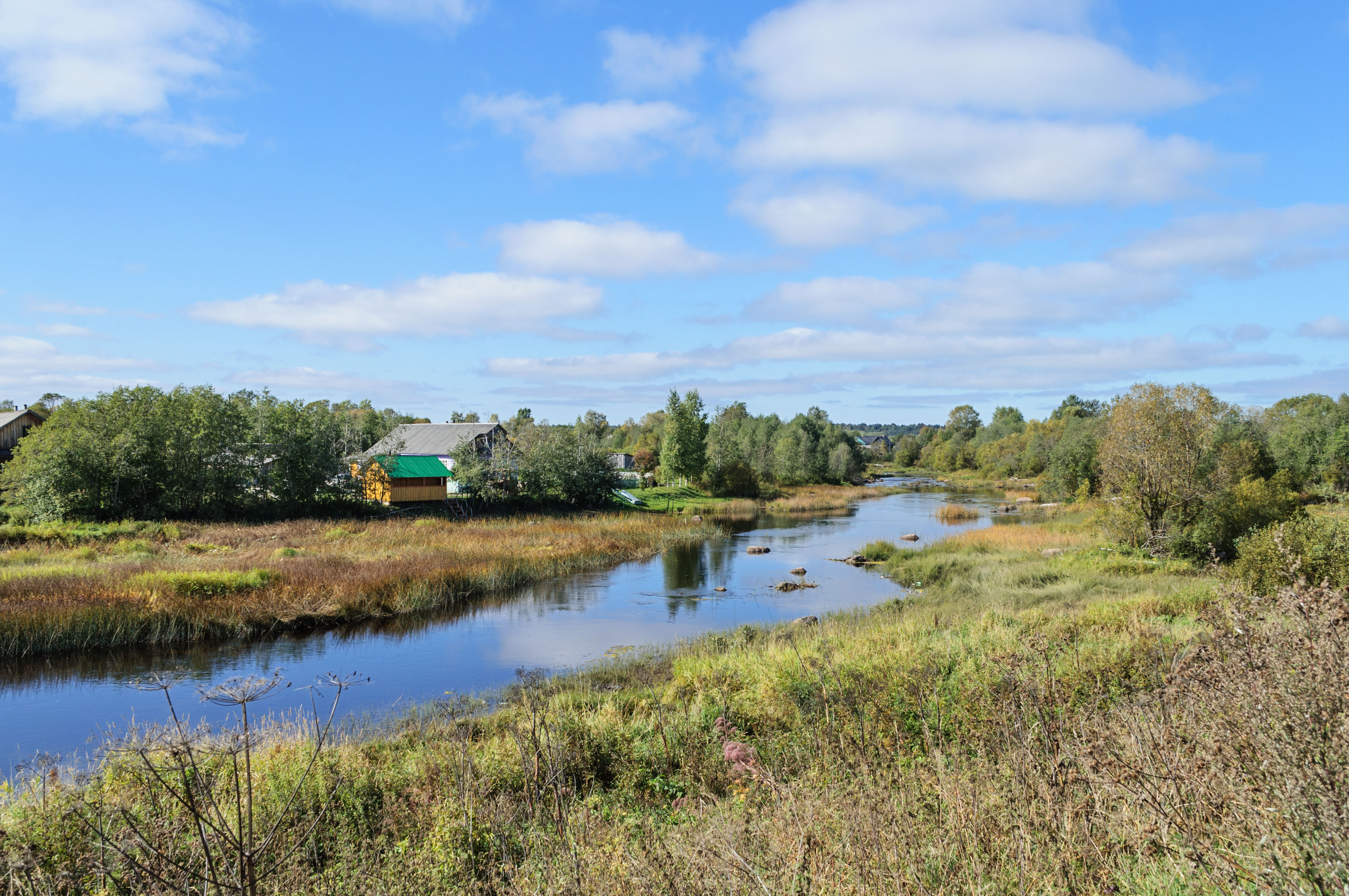
Река Ухта у деревни Песок